# Pity (William Blake)

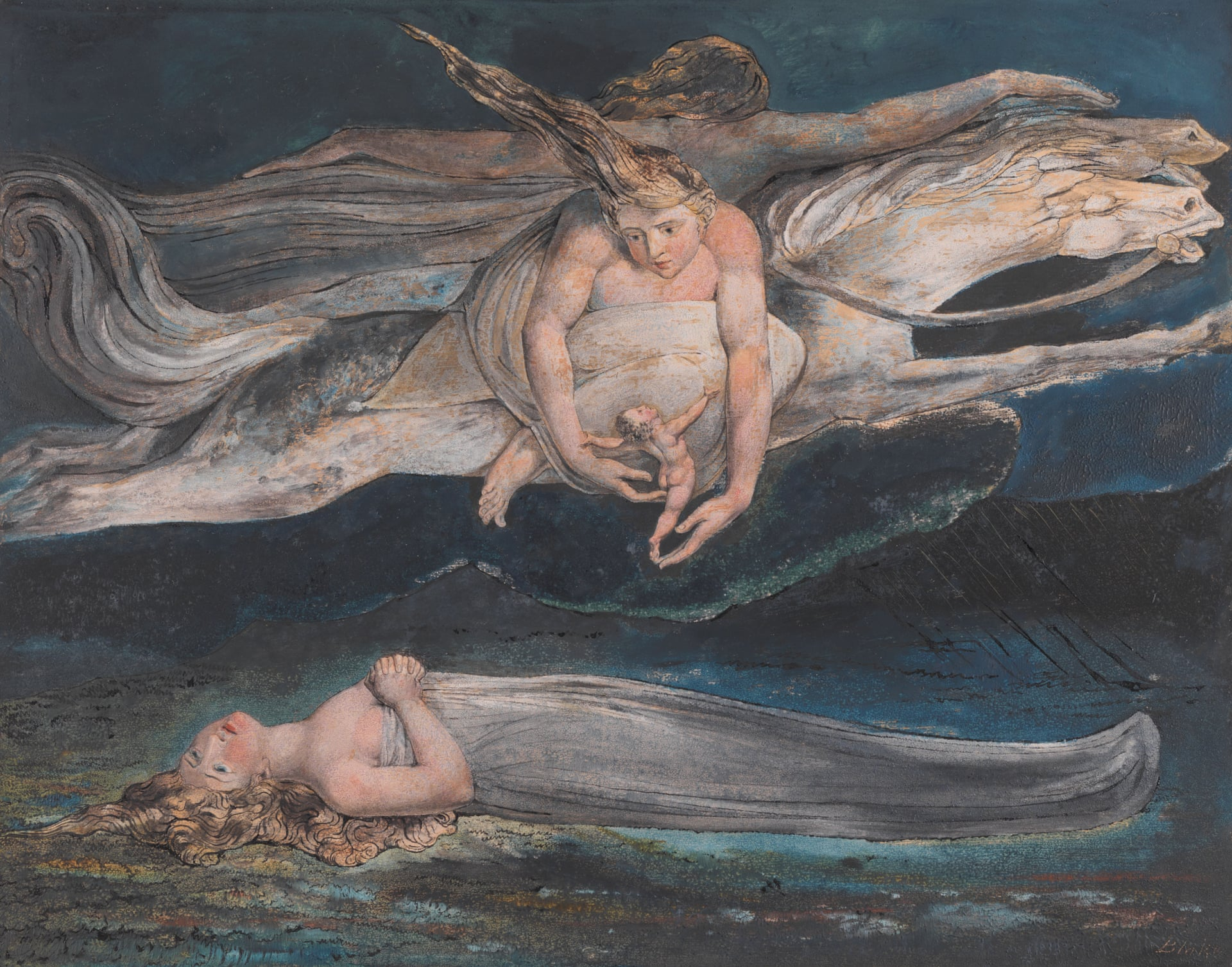
Pity

Pity (c. 1795) é uma impressão colorida sobre papel, com acabamento em tinta e aquarela, do artista e poeta inglês William Blake, integrante do grupo conhecido como "Large Color Prints". Junto com suas outras obras desta época, foi influenciado pela Bíblia, Milton e Shakespeare.
Como outros membros do grupo, é um monótipo produzido por impressão a partir de uma matriz constituída de tinta sobre cartão gesso, com cada impressão acabada à mão. Por esse meio incomum, Blake pôde obter até três impressões de uma única pintura. Três dessas impressões sobrevivem de Pity. Um quarto, no Museu Britânico, foi um primeiro teste do projeto a partir de uma matriz diferente, por ser menor que as outras.

## Interpretações
Martin Butlin escreveu que esta impressão colorida é uma das mais inspiradas de todas as ilustrações "literais" de um texto na história da arte. Na verdade, " piedade e ar", duas palavras dos versos de Shakespeare, são também dois motivos usados por Blake nesta foto: uma querubim se inclina para pegar o bebê de sua mãe. Segundo o biógrafo de Blake, Alexander Gilchrist, a gravura "está em uma escala razoavelmente grande, uma mulher se curvando para socorrer um homem estendido, como se tivesse sido entregue à morte".